# Wellington Koo
Vi Kyuin Wellington Koo (traditionell kinesiska: 顧維鈞?, förenklad kinesiska: 顾维钧?, pinyin: Gù Wéijūn), född den 29 januari 1887, död den 14 november 1985, var en kinesisk politiker, diplomat och ombud vid fredsförhandlingarna efter första världskriget i Paris 1919.
Koo föddes i Shanghai men reste till USA för att studera västerländsk kultur och för att hjälpa Kina hantera problemet med imperialismen. Han talade flytande engelska och kom att intressera sig för Kinas ställning i världssamfundet.
Koo studerade vid St John's University i Shanghai samt vid Columbia College, Columbia University, där han var medlem av Philolexian Society, ett litteratur- och debattsällskap. 1912 avlade han en doktorsexamen i folkrätt och diplomati vid Columbia University och återvände omedelbart till Kina för att tjänstgöra i den nya republiken som presidentens engelsktalande sekreterare. År 1915 utnämndes han till minister vid Kinas ambassad i USA.
1919 var han en av de kinesiska delegaterna vid fredskonferensen i Paris. Inför västmakterna och Japan krävde han att Japan skulle lämna tillbaka Shandong till Kina. Han krävde också att västmakterna skulle upphöra med all imperialistisk verksamhet, såsom exterritorialitet, tullkontroller, ambassadvakter och med att hålla kinesiska områden genom hyresavtal. Västmakterna förkastade hans krav och som ett resultat var den kinesiska delegationen vid fredskonferensen i Paris den enda som inte skrev under Versaillesfreden. Koo deltog också som kinesisk sändebud på Washingtonkonferensen 1921–1922, som till stor del sammankallats för att tillmötesgå Kinas önskemål.
Koo var också involverad i bildandet av Nationernas Förbund och Kinas förste representant i det nybildade förbundet. Under det politiska kaos som rådde i Peking var han tillförordnad premiärminister i två omgångar i mitten på 1920-talet och tillförordnad president 1926–1927. Han var senare utrikesminister i Zhang Zuolins regering, och företrädde Kina i Nationernas Förbund för att protestera mot Japans invasion av Manchuriet. Koo var Kinas ambassadör i Frankrike 1936–1940 innan Frankrike ockuperades av Tyskland. Därefter var han Kinas ambassadör i Storbritannien till 1946. År 1945 var Koo en av grundarna av Förenta Nationerna. Därefter var han ambassadör i USA och försökte upprätthålla alliansen mellan Republiken Kina och USA medan Kuomintang tappade mark mot kommunisterna och tvingades retirera till Taiwan.
Koo drog sig tillbaka från Kinas utrikesförvaltning 1956 efter 44 års tjänstgöring och två världskrig. Han var Kinas mest erfarne och respekterade diplomat. År 1956 blev Koo domare vid Internationella domstolen i Haag och var domstolens vice ordförande under de sista tre åren av sin mandatperiod. 1967 gick han i pension och flyttade till New York där han levde de sista åren av sitt liv innan han avled vid 98 års ålder.

## Familj
Koos första hustru var Pao-yu Tang, som var Kinas dåvarande premiärminister Tang Shaoyis yngsta dotter och kusin till konstnären och skådespelerskan Irene Sharaff. Med henne fick han två söner, Wellington Koo Junior (född 1921) och Freeman Koo (född 1923).
Hans andra hustru var Hui-Lan "Juliana" Oei (född 1889), som tidigare varit gift med greve Hoey Stoker och diplomaten Clarence Huangson Young. Hon var ett av de 45 erkända barnen till den Javabaserade kinesiska sockermagnaten Oei Tiong-ham. Paret Koo fick två barn, sonen Teh-Chang Koo och dottern Patricia Koo. I detta äktenskap hade han också tre styvbarn, Genevieve (som gifte sig med den afroamerikanske fotografen, författaren och kompositören Gordon Parks), Shirley och Francis Loretta Young.
Koo och hans andra fru separerade på 1950-talet då han levde med en annan kvinna, som han i umgänget presenterade som sin hustru. Dock skildes han och Juliana Koo aldrig formellt.